# ۱۳۲۹ (خورشیدی)
سال ۱۳۲۹ هجری خورشیدی، سالی کبیسه است.

## رویدادها
- ۲۰ دی - تهران - رادیو ایران پخش برنامه‌های خود را از میدان ارگ شروع می‌کند شبکه رادیویی تا اصفهان و مشهد را می‌پوشاند.
- ۲۹ اسفند - ملی شدن صنعت نفت ایران،[۱] مجلس سنا رأی مجلس شورای ملی را در مورد ملی شدن صنعت نفت تأیید کرد و محمدرضا پهلوی نیز آن را امضا کرد.

## زادروزها
- ۲ فروردین - محمدباقر نوبخت، سیاستمدار
- ۷ فروردین - افشین بختیار، عکاس
- ۱۵ اردیبهشت - فائقه آتشین، با نام هنری گوگوش، خواننده و هنرپیشه
- ۲۶ خرداد - محمدجواد تندگویان، وزیر نفت ایران در دولت محمدعلی رجایی
- ۱ تیر - مصطفی رحماندوست، شاعر، قصه‌نویس و مترجم کتاب‌های کودکان و نوجوانان
- ۵ مهر - سعید دبیری،  ترانه‌سرا و آهنگساز
- ۷ مهر - نورمحمد ذوالفقاری، بازیگر
- ۲۰ مهر - عباس دوران، خلبان نظامی
- ۲۶ آبان - محمد شمس لنگرودی، شاعر
- ۱۸ آذر - کبری سعیدی، با نام هنری شهرزاد، شاعر، بازیگر، نویسنده و یکی از نخستین فیلم‌سازان زن در ایران
- ۹ بهمن - فریدون فروغی، آهنگساز، نوازنده و خواننده
- ۱۵ بهمن - داریوش اقبالی، خواننده
- ۱۴ اسفند - فرخنده فرمانی‌زاده، بازیگر

## درگذشت‌ها
- ۱۷ تیر - حاج مرزوق عرب حائری، روحانی و مداح عراقی
- ۲۱ تیر - مصطفی عدل، حقوقدان و سیاستمدار
- ۱۴ بهمن - حسن وثوق‌الدوله، سیاستمدار ایرانی در اواخر دوره قاجار و اوایل دوره پهلوی و از صدراعظم‌های ایرانی
- ۱۶ اسفند - حاجعلی رزم‌آرا، نخست‌وزیر وقت ایران